# Roeland II de Grass
Roeland de Grass (6 januari 1670 - 18 mei 1732) was burgemeester van Brugge, heer van Bouchaute en Malderen.

## Levensloop
Zoon van Jan de Grass, heer van Bouchaute, en Marguerite-Lucie de Bourgogne-Herlaere, trouwde hij met Marguerite de Grass, dochter van Albert, heer van Moorsele en van Marie-Anne Pardo (†1733). Hij werd lid (1699) en proost (1704) van de Edele Confrérie van het Heilig Bloed. Het echtpaar werd begraven in de Sint-Jakobskerk te Brugge. 
Roeland de Grass  was van 1713 tot 1732 actief in het Brugse stadsbestuur:
- 1713-1717: burgemeester van de schepenen,
- 1717-1721: eerste raadslid van Brugge,
- 1721-1725: burgemeester van de raadsleden,
- 1725-1732: eerste schepen van Brugge.

In opvolging van zijn neef Ignace de Grass († 1709) werd hij hoofdman van de  schuttersgilde Sint-Sebastiaan: gekozen in 1711, geïnstalleerd in 1715, tot aan zijn overlijden in 1732.

## Jan-Frans de Grass
Na zijn dood bleef de Sint-Sebastiaansgilde gedurende elf jaar zonder hoofdman. In 1743 werd hij opgevolgd door zijn zoon Jan-Frans de Grass (1696 - 20 oktober 1782), heer van Bouchaute, die in 1744 werd geïnstalleerd en de schuttersgilde leidde tot aan zijn ontslag in 1769. Hij was getrouwd met Jeanne van Caloen (1707-1780) en ze hadden als kinderen:
- Alphonse de Grass (24 oktober 1784) x Charlotte de Saint-Genois,
- Anne-Thérèse de Grass  x Charles Le Poyvre.

Hij vervulde verschillende ambten in het Brugse stadsbestuur:
- 1735-1741: schepen van Brugge,
- 1735-1745: schepen van Brugge,
- 1749 tot 7 juli: eerste schepen van Brugge.

Op 7 juli 1749 werd hij aangesteld tot sergeant-majoor van Brugge, een permanente functie die belangrijker was dan die van schepen.